# Superliminal
『Superliminal』（スーパーリミナル、以前のタイトルは『Museum of Simulation Technology』）は、アメリカのインディーゲームスタジオPillow Castle Gamesにより開発されたゲームソフト。 
夢（リミナルスペース）の中で強制遠近法や錯覚を利用してオブジェクトを動かしたり大きさを変えたりしながら進んでいくという内容の一人称視点型パズルゲーム。

## ゲームシステム

### ゲームプレイ
- 強制遠近法の原理で遠くにあるものは大きく、近くにあるものは小さく見える
- 物を近くに置くと小さく、遠くに置くと大きくなる。
- 道があると思ったら絵だったり、行き止まりだと思ったら道があることがある
- 落ちたと思ったら同じ所に戻っていることがある

### ストーリー
主人公は、ピアーズ研究所が開発した患者に夢療法という治療法を使った「SomnaSculptテクノロジー」から治療を受ける。主人公は眠りに就き、夢の世界に入る。夢の世界では遠近法を利用してアイテムのサイズを変更したり、アイテムのコピーを即座に作成したりするなど、現実世界では不可能なことをすることが可能。しかし、主人公は自分の意志で目を覚ますことが出来ず、夢の世界から現実世界に戻ることが不可能になる。ピアーズ研究所の医師であるグレン・ピアーズ博士は、ラジオを使って主人公に「あなたの特別さ」「無価値感」「自己不信の感情」など主人公の精神的な問題を自分が解決しようとしていることを説明する。そうして主人公は連続する夢を進んでいく。一方、ドリームセラピーを投与するAIは、「緊急脱出プロトコル」を発動させ、夢の世界から脱出するために、主人公に「爆発的な精神過負荷」を開始するように促す。
最終的に、主人公は緊急脱出プロトコルの発動するが、不明なエラーのために失敗。AIは、SomnaSculptテクノロジーが主人公の否定的な感情を排除できなかったと結論付ける。したがって、主人公は夢の世界から離れること不可能になる。その後、AIは主人公に自分で脱出する方法を見つけるように言う。主人公が閉じ込められたことで、夢の世界は変化していき、最終的に、主人公は夢のパラドックスを生み出し、現実感がすべて失われた「空白」の領域にたどり着く。
主人公は最終的に夢から脱出することができ、今迄の出来事は全てピアーズ博士が計画通りに行っていたことを明らかにする。それは、主人公にあらゆる視点から物事を見る方法を教える為のものであったことを明らかする。主人公は最初に部屋に戻り、ピアーズ博士から目を覚ますように言われる。

### ステージ
ゲームは9つのレベルに分かれており、ゲームを進める事でステージを進む事ができる。基本的に経路の途中にある非常灯に従って進むとレベルをクリアできる。
プロローグ
タイトル画面で「ニューゲーム」を選択するとオープニングが流れる。精神的な問題を解決してくれるという夢療法「SomnaSuclpt」の紹介映像を主人公が観ている場面。ゲーム内で唯一実写映像を含む。
レベル1 序幕
主人公が夢療養のオリエンテーションを受けていると言う設定になっている。ゲーム開始時に主人公が契約書にサインする。一部の壁や段ボールなどに物の動かし方の説明が書いてある。落とし穴から落ちる事で次のステージに進む。裏道のような場所にドリームソーダの自販機がある。その場所に行くと、オリエンテーション経路に戻るよう警告される。
レベル2 光学
BGMがタイトル画面と同じ。主人公に夢療養を受けさせているグレン・ピアーズ博士が初めてラジオで出てくる。エレベーターに乗って次のステージに進む。
レベル3 キュービズム
サイコロを駆使して進む。変哲のあるサイコロも登場する。エレベーターに乗って次のステージに進む。
レベル4 停電
ステージが停電のため暗い。ホラーを感じるが、実はそれはプレイヤーの先入観で、ステージの床にこびりついた血に見えるものは赤いペンキである。途中、「月」murder 「火」murder ･･･「日」beans と書かれた小さな黒板がある。また、終盤の食堂のような場所によく見ると「beans」と書かれた缶がある。エレベーターに乗って次のステージに進む。ステージ終盤の「IDEA」と書かれた機械を作動させると停電が復旧し、明かりが点く。
レベル5 クローン
物を持ち運べない代わりに物が小さくなって増えるエリアがある。エレベーターに乗って次のステージに進む。
レベル6 人形の家
全体的に物が大きい(自分が小さい)。空間のループなどにより自分の大きさが変わる箇所がある。エレベーターに乗って次のステージに進む。
レベル7 迷路
部屋の向きが重力と異なる向きに回転している場所がある(壁に見える部分が床だったり、天井に見える部分が壁だったりする)。エレベーターに乗って次のステージに進む。
レベル8 空白

レベル9 回顧
エンディング。ゴールするまでに通った道を帰っていく演出。最終的にはスタート地点に戻ってクレジットが流れる。

## 隠し要素・小ネタ

### タイトル画面
- 隠し要素の発見を続けると、非常口のようなマークからタイトル画面のステージで遊べるようになる。
- ゲーム内の全て火災報知器を作動させるとメニュー火災報知器を作動させるマークが出現する。

### ステージ
ステージ1
- ステージの最後の落とし穴を超えた場所に

ステージ2
- 緑のチェス駒のある場所に隠し通路がある。

ステージ6
- 特定の条件を満たすとパイプが大量にある部屋とアボカドが置いてある部屋に行くことができるようになる。

ステージ8
- 隠しエリアがある。
- ステージの外に顔が描かれた卵型のアイテムがある。

### 収集物
- ロード画面に多くのバリエーションがある。
- 一定の条件を満たすとトロフィー（アチーブメント）が与えられる。
- ストーリーとは別に火災報知器・消火器・星座・チェス駒・設計図の隠し要素がある。それぞれ1個以上見つける(クリックする)とレベル選択画面に灰色のマークが表示される。つまり、1個以上見つけなければマークはなく、隠し要素の存在にすら気づけない。これは、このゲームで伝えられていることの一つである「自分で行動して気がつかなければ始まらない」ということと関係があるようだ。全てコンプリートすると灰色のマークが白くなる。中にはかなり見つけるのにレベルの高いものもある。
- 消化器を全て使い切ると消化器から炎が出るようになる。
- チェス駒を全て集めると、ステージ2の序盤にあるパソコンから、前述のステージ8の隠しエリアに行くことができるようになる。
- ゲームエリアの所々に「ドリームソーダ」の自動販売機がある。ストーリー進行には必要ないが、隠し要素に必要な場所もある。
- ステージの各所にイースターエッグが隠れている。前述の五つよりレベルが高い。その上、アチーブメントに表示すらされないので存在に気づくことすら難易度が高い。

## 開発
本作はカーネギーメロン大学のエンタテインメントテクノロジーセンター(ETC)の学生であるアルバート・シーが率いるPillow Castle Gamesの6人のチームによって開発された。アルバート・シーは2013年頃、ETCの学生だった頃にプログラミングの課題の一環として、「オブジェクトを動かすだけでどんな面白い一人称ゲームが作れるか」を模索し、ゲームの基礎を築いた。 彼は大学院での研究中にこのコンセプトを改良し、2014年1月にPillow Castle Gamesを設立し、他の4人のETCの学生からゲームを制作するための支援を受けた。シーは、作業を続けるために小さなチームによって作られた「Risk of Rain」や「Antichamber」などのゲームをプレイし、シーは影響をうけプレイヤーに既成概念にとらわれない発想でパズルの解答を発見するよう促し、本作にそのアイデアを取り入れたいと考え、シーは本作のスケーリングパズルをPortalのポータルベースのパズルになぞらえ、プレイヤーにひらめきの瞬間を作り出すようにデザインした。
Superliminalのコンセプトは、強制遠近法に基づいており、シーは、強制遠近法を使用して、ピサの斜塔を押したり支えたりしているように見える観光写真を参照している。シーによると、Unityでスケーリングの仕組みを実現すること自体は簡単だった。プレイヤーがオブジェクトを拾うと、ゲームはオブジェクトのサイズと距離を計算する。次に、プレイヤーが周囲を見回すと、ゲームはプレイヤーの真正面にある最も遠いポイントまでの距離を計算し、元の距離からの変化に比例してオブジェクトのサイズを変更する。シーが見つけたより難しい要素は、いくつかのオブジェクトの複雑な形状と、プレイヤーが中心の視点がどこにあるか予想することだった。3Dオブジェクトを2D平面に投影および投影解除するゲーム内の他のパズルでは、Unityのカメラとプロジェクターオブジェクトが使用され、唯一の課題はカメラの深度に関するもので、シーはUnityではあまりサポートされていないと述べたが、プログラマーのフィル・フォーティエが解決したと評価している。スケーリングパズルは、プレイヤーが最終的にうまくいかず、ゲームがその理由についてのフィードバックを提供できなかったため、プレイテストで複数の問題があることが判明した。スケーリングによって一貫性がなくなったプレイヤーがジャンプと壁をよじ登ることができるようにすることで、プレイヤーを解決に導きやすくした。
このゲームは、デモ版『Museum of Simulation Technology』として公開された。このデモは、2013年の東京ゲームショウのインディーゲーム専門イベント「センス・オブ・ワンダー・ナイト」で初め紹介された。このデモは、イベントの「Best Technology」と「Audience Award」を受賞しました。このデモ版は2014年1月に公開され、2014年のインディペンデント・ゲームズ・フェスティバル(IGF)の学生コンペティションに応募され、「Risk of Rain」や「Engare」とともに優勝した。 公開されている技術デモは高い関心を集め、Redditのサブフォーラム「/r/gaming」はシーの投稿に投票し、2015年時点で4番目に高い投稿として発表し、Portalとの比較が強くなった。 2015年までに、ゲームに取り組んでいたETCの学生のほとんどが卒業し、ピローキャッスルを去った。シーは他の仕事をしながら、ゲームのアルバイトをしていた。 Shihは2014年以来、ゲームの方向性を評価するために多くの時間を費やし、最終的にはゲームにフルタイムで取り組み、タイトルを完成させるために追加のスタッフを雇った。
本作は2019年6月に「Superliminal」で正式に発表され、2019年8月にEpic Games Storeで独占配信され、完全な予告編が公開された。PlayStation 4版は2019年12月に発表され、2020年7月にリリースされる予定だったが、PlayStation 4のリリースは、Xbox OneとNintendo Switchの移植とともに2020年7月7日に延期された。 PlayStation 5版とXbox Series X/S版は2022年11月21日に発表・発売された。Superliminalのコンソール移植版はPlayEveryWareによって開発された。このゲームは、2020年11月5日にコンピューター向けのSteamでリリースされた。 このバージョンには開発者の解説とチャレンジモードが含まれている。2021年11月の無料アップデートでは、バトルロワイヤルのジャンルをベースにしたWindows版に「グループセラピー」と呼ばれる期間限定の実験的なマルチプレイヤーモードが導入され、最大12人のプレイヤーがランダムに生成されたパズルルームを駆け抜けて、それぞれ最初に出口に到達する。2021年12月の無料アップデートで、最大4人でゲームのストーリーをプレイできる協力モードと、5つの「グループセラピー」マップが追加された。

## モード
アップデートにより、「開発者コメンタリー」と「チャレンジモード」が追加された。

## 登場人物
主人公
グレン・ピアーズ

## 用語解説
SomnaSclpt
ピアーズ研究所が実施し、主人公が受けた夢療法。特許出願中。キャッチコピーは「あなたの夢を実現します！」。自己不信や過剰な心配性など患者の精神的な問題を解決する。フラッグシップだと説明される。研究所はとある大学の駐車場に隣接している。
I-LIDS
意識を保ちながら夢の中で活動できる明晰夢の状態のこと。I-LIDS中は自分がいる場所が夢だと気づき突然目覚める能力が失われる。

## 受賞
NAVGTR Awardsの「Game, Puzzle」部門にノミネートされた。